# Казорате-Семпьоне
Казорате-Семпьоне (італ. Casorate Sempione) — муніципалітет в Італії, у регіоні Ломбардія, провінція Варезе.
Казорате-Семпьоне розташоване на відстані близько 520 км на північний захід від Рима, 45 км на північний захід від Мілана, 19 км на південний захід від Варезе.
Населення — 5756 осіб (2014).
Щорічний фестиваль відбувається 13 січня (S.Ilario). Покровитель — Sant'Ilario e San Tito.

## Демографія
Населення за роками:

Станом на 1 січня 2023 року в муніципалітеті офіційно проживав 361 іноземець з 44 країн, серед них 69 громадян країн Євросоюзу та 19 громадян України.

## Сусідні муніципалітети
- Арсаго-Сепріо
- Кардано-аль-Кампо
- Галларате
- Сомма-Ломбардо

## Міста-побратими
- Сент-Етьєнн-де-Сен-Жуар, Франція
- Сен-Жуар, Франція
- Сен-Мішель-де-Сен-Жуар, Франція